# Előhívó
Az analóg fotográfiai eljárásoknál az előhívók azok az anyagok, melyek a filmben, vagy fotópapírban található megvilágított, fényérzékeny ezüstsókat (ezüst-klorid, ezüst-bromid, ezüst-jodid) fémezüstté alakítják. Legtöbbször híg, vizes oldatban használják őket. 

## Hatóanyagok
Az előhívóoldat legfontosabb alkotóeleme az előhívó hatóanyag, mely redukáló hatású vegyszer, ellenben nem minden kémiai redukálószer előhívó hatóanyag. Kémiai szempontból az előhívó hatóanyagok két csoportba oszthatók: szerves és szervetlen előhívó hatóanyagok. Szervetlen előhívó hatóanyagok a vassók, a rézsók, a vanádiumsók, hidrogén-peroxid, stb. A szerves előhívó hatóanyagok közül több mint 800-at tartunk számon, a fekete-fehér előhívás gyakorlatában kb. 12 fordul elő; színes előhívásnál is 10-12 van használatban. A szerves előhívó hatóanyagok többsége benzol-származék. Szerves előhívó hatóanyagok a hidrokinon, a metol, a fenidon, az amidol. A gyakorlatban használt hatóanyagoknak az alábbi tulajdonságokkal kell rendelkezniük:
- A hatóanyag könnyen oldható kell legyen
- Nem lehet színező hatása
- Ne legyen toxikus - ezt nehéz kivitelezni, mert a hatóanyagok nagy része bőrmérgező tulajdonságú

## Tartósítóanyagok
Az előhívóoldatokban konzerválószerként rendszerint nátrium-szulfitot használnak. Feladata a hatóanyag oxidációjának a megakadályozása.

## Lúgosítóanyagok
A pH-érték illetve lúgosság növekedése az előhívást gyorsítja, így csökkenti a hívásidőt. A leggyakrabban használt lúgosítóanyagok a bórax, a nátrium-metaborát, a nátrium-karbonát, a kálium-karbonát, a nátrium-hidroxid és a kálium-hidroxid.

## Fátyolgátló anyagok
Az előhívóoldat a hosszabb előhívás során a meg nem világított ezüstsókat is redukálja, ennek következtében szürke fátyol keletkezik. Ennek meggátolására szükséges fátyolgátló anyagot is adagolni a hívóoldatba. A leggyakrabban használt fátyolgátló a kálium-bromid.